# Durchs wilde Kurdistan (Film)
Durchs wilde Kurdistan ist ein Abenteuerfilm aus dem Jahr 1965. Die Produktion aus der Reihe der deutschen Karl-May-Filme entstand unter der Regie von F. J. Gottlieb sehr frei nach dem gleichnamigen Roman.

## Handlung
Als Ahmed El Corda, Sohn des Scheichs der Haddedihn, Soldaten unter dem Befehl des Machredsch von Mossul untersagt, an einer Wasserstelle in der Wüste Wasser zu entnehmen, wird er nach einem Kampf gefangen genommen und nach Burusco ins Gefängnis verschleppt. Dort soll er hingerichtet werden. Kara Ben Nemsi, der den gefürchteten Schut besiegt hatte, wurde vom Padischa geehrt und will eigentlich in seine Heimat zurückkehren, als er von der Gefangennahme erfährt. Er macht sich mit Hadschi Halef Omar auf, dessen Stammesgefährten zu befreien. Unterwegs treffen sie auf Sir David Lindsay und seinen Diener Archie, die sich der Befreiungsaktion anschließen. Kurze Zeit später können sie knapp einen Überfall der Soldaten unter dem Befehl des Machredsch auf das Dorf der Jesidi abwehren. Geschlagen und auf Rache sinnend, zieht der Machredsch ab.
In Buruscu erwirbt Kara Ben Nemsi das Vertrauen des Befehlshabers (Mütesselin) des Ortes, wird aber vom Machredsch in eine Falle gelockt. Glücklich entkommen kann er in letzter Sekunde Ahmed El Corda retten. Allerdings fallen kurz darauf Sir David, Archie und Ingdscha, die Tochter des Oberhauptes der Chaldäer, sowie deren Zofe Benda in die Hände des Machredsch. Bei dem Versuch, sie zu befreien, wird Scheik Mohammed Emin, der Vater Ahmed El Cordas, erschossen. Scheik Kadir Bei, der den Kampf beobachtet hatte, lässt die Truppe gefangen nehmen und erneut werden Kara Ben Nemsi und seine Freunde zum Tode verurteilt, dieses Mal aber von Ingdscha und Benda befreit. Bei der Verfolgung des Machredsch stürzt dieser während eines Kampfes scheinbar tödlich von einem Berg in die Tiefe.

## Produktion
Charles Fawcett spielt in diesem Film zwei Rollen. Nachdem er als Scheik Mohammed Emin den Filmtod erleidet, taucht er wenige Szenen später als Scheik Kadir Bei auf.
Fernando Sancho spielte schon in den Karl-May-Filmen der 1950er-Jahre mit, als Prof. Ignaz Pfotenhauer in „Die Sklavenkarawane“ (1958) und „Der Löwe von Babylon“ (1959).
Die beiden Verfilmungen Durchs wilde Kurdistan und Im Reiche des silbernen Löwen führten zu einem Rechtsstreit zwischen Lex Barker und dem Produzenten Artur Brauner. Ursprünglich war geplant, die Geschichte nur in einem Teil zu verfilmen, und Barker verlangte nun eine Nachzahlung seines Honorars in Höhe von 100.000 DM. Er gewann den Prozess.
Einen weiteren Rechtsstreit hatte Brauner mit Regisseur Gottlieb zu führen, nachdem er diesem am 16. Juni 1965 gekündigt hatte. Die langwierigen Auseinandersetzungen endeten 1968 mit einem Vergleich.
Raimund Rosenberger spielte eine Filmmusik, die bei manchen Karl-May-Fans wegen ihrer schrillen Töne auf Ablehnung stieß. Mit dem „Lindsay-Marsch“ gelang ihm jedoch ein eingängiger Ohrwurm.
Wolfgang Lukschy, der Ali Bei spielt, musste selbst synchronisiert werden, da er in diesem Film und in Im Reiche des silbernen Löwen schon Antonio Casas synchronisiert.
Die Uraufführung erfolgte am 28. September 1965 im „Rivoli“ in Hannover.

## Synchronisation
Für Dialogbuch und Regie war Alexander Welbat verantwortlich.
| Rolle      | Darsteller       | Sprecher              |
| ---------- | ---------------- | --------------------- |
| Kara       | Lex Barker       | Gert Günther Hoffmann |
| Ingdscha   | Marie Versini    | Ursula Heyer          |
| Machredsch | Georg Heston     | Martin Hirthe         |
| Ahmed      | Gustavo Rojo     | Michael Chevalier     |
| Mohammed   | Charles Fawcett  | Curt Ackermann        |
| Kadir Bei  | Charles Fawcett  | Wilhelm Borchert      |
| Ali Bei    | Wolfgang Lukschy | Joachim Nottke        |
| Benda      | Gloria Camera    | Renate Danz           |
| Padischah  | Fernando Sancho  | Konrad Wagner         |
| Selin Aga  | S. M. Caffarel   | Arnold Marquis        |
| Pir Kamek  | José Nieto       | Paul Wagner           |
| Cedar      | Antonio Casas    | Wolfgang Lukschy      |

## Kritiken
„Lex Barker ist der Supermann. Er spielt seine Rolle mit gelassener Mimik und verliert seinen gleichmütigen Ausdruck auch nicht, als er einen Strick um den Hals hat.“

„Der Regisseur F. J. Gottlieb hatte mit seiner Produktion mehr Glück als Alfred Vohrer mit seiner Verfilmung von Karl Mays UNTER GEIERN. Sie ist ihm spannender und farbiger gelungen. Die Komparserie in original kurdischen Kostümen, die eindrucksvollen Naturaufnahmen und nicht zuletzt die rassigen Pferde beschäftigen das Auge, wenn Handlung und Dialog vorübergehend einmal nicht zu fesseln vermögen.“

„Innerhalb der beliebten und kassenträchtigen Karl-May-Filmserie gefällt der bunte Streifzug DURCHS WILDE KURDISTAN durch eine solide handwerkliche Machart, durch eine saubere Handlungsführung, die geschickt die Spannung steigert, und durch den dezent eingesetzten Humor.“

„Das ist alles nicht übel und auch mit einem gewissen Aufwand arrangiert, erscheint aber so verworren im Detail, daß der Zuschauer reichlich unbefriedigt das Kino verläßt. Auch schauspielerisch ist nichts von Belang zu vermelden: Lex Barker als Kara Ben Nemsi spielt – wie immer – sich selbst, Ralf Wolter kommt als Hadschi Halef Omar überhaupt nicht zum Zuge, die Damen sind reine Randfiguren. Mühe geben sich Dieter Borsche als Lord Linsay und Chris Howland als Archie – aber mit nur teilweisem Erfolg. Ein kleines Kabinettstückchen hingegen liefert Werner Peters in der (ihm fremden) Rolle als Mütesselin.“

„Dies hätte ein großer Karl-May-Film werden können. Gute Schauspieler, grandiose Wüstenlandschaft, prachtvoller Aufwand. […] Herausgekommen ist unter dem Strich eine grobgestrickte Aneinanderreihung von Kampfszenen ohne inneren Spannungsbogen. Der Film hat keine Spur von Karl-May-Romantik. Die Musik ist enervierend. Die Trick-Ballonszene wirkt allenfalls rührend.“

„Der Vorlage sehr frei folgende Verfilmung des gleichnamigen Karl-May-Romans […] Heiter-abenteuerliche Unterhaltungskost, gefertigt nach gängigem Schema.“